# Agnes von Hanau (Klarenthal)
Agnes von Hanau († 22. November 1446) war eine Tochter Ulrichs V. von Hanau (* ca. 1370; † 1419) und dessen Gemahlin Elisabeth von Ziegenhain (* ca. 1375; † 1. Dezember 1431), Tochter des Grafen Gottfried VIII. von Ziegenhain.
Agnes trat gemeinsam mit ihrer Schwester Adelheid 1412 in das Kloster Klarenthal ein. Anlässlich dieses Aktes verzichteten die Schwestern auf alle Ansprüche auf die Herrschaft Hanau. Im Gegenzug erhielten sie dafür die für einen Eintritt in das Kloster erforderliche Ausstattung. Dies war in adeligen Familien während des Mittelalters ein übliches Verfahren, jüngere Töchter zu versorgen.
Wahrscheinlich 1422 wurde Agnes Äbtissin des Klosters Klarenthal – urkundlich bezeugt ist das erstmals für 1424. In ihre Amtszeit fällt die Blütezeit des Klosters. Die Klosterkirche wurde künstlerisch ausgestaltet und der Kreuzgang errichtet. Czysz attestiert ihr eine „geschickte und kaufmännische Verwaltung der Klostergüter“.
Agnes starb am 22. November 1446 und wurde in der Klosterkirche von Klarenthal beigesetzt.
| Ahnentafel Agnes von Hanau | Ahnentafel Agnes von Hanau                                                                | Ahnentafel Agnes von Hanau                                                                | Ahnentafel Agnes von Hanau                                                                                         | Ahnentafel Agnes von Hanau                                                                                         | Ahnentafel Agnes von Hanau | Ahnentafel Agnes von Hanau |
| -------------------------- | ----------------------------------------------------------------------------------------- | ----------------------------------------------------------------------------------------- | --- | --- | -------------------------- | -------------------------- |
| Urgroßeltern               | Ulrich III. von Hanau (* ca. 1310 – † 1369/70) ⚭ Adelheid von Nassau († 1344)             | Graf Eberhard von Wertheim († 1373) ⚭ Burggräfin Katharina von Hohenzollern († 1369)      | Graf Gottfried VII. von Ziegenhain (* vor 1360; † 1394) ⚭ Agnes von Falkenstein († 1380)                           | Herzog Ernst I. von Braunschweig-Göttingen (* 1305; † 1367) ⚭ Landgräfin Elisabeth von Hessen († 1390)             |                            |                            |
| Großeltern                 | Ulrich IV. von Hanau (* 1330/40; † 1380) ⚭ Gräfin Elisabeth von Wertheim (* 1347; † 1378) | Ulrich IV. von Hanau (* 1330/40; † 1380) ⚭ Gräfin Elisabeth von Wertheim (* 1347; † 1378) | Graf Gottfried VIII. von Ziegenhain (* 1360; † 1394) ⚭ Herzogin Agnes von Braunschweig-Lüneburg-Göttingen († 1416) | Graf Gottfried VIII. von Ziegenhain (* 1360; † 1394) ⚭ Herzogin Agnes von Braunschweig-Lüneburg-Göttingen († 1416) |                            |                            |
| Eltern                     | Ulrich V. von Hanau (* 1370; † 1419) ⚭ Gräfin Elisabeth von Ziegenhain (* 1375; † 1431)   | Ulrich V. von Hanau (* 1370; † 1419) ⚭ Gräfin Elisabeth von Ziegenhain (* 1375; † 1431)   | Ulrich V. von Hanau (* 1370; † 1419) ⚭ Gräfin Elisabeth von Ziegenhain (* 1375; † 1431)                            | Ulrich V. von Hanau (* 1370; † 1419) ⚭ Gräfin Elisabeth von Ziegenhain (* 1375; † 1431)                            |                            |                            |
| Agnes                      |                                                                                           |                                                                                           | | |                            |                            |